# Anna Angyal
Anna Angyal (geboren als Anna Engel 1848 in Veszprém; gestorben 1874) war eine ungarische Schriftstellerin. 

## Leben
Anna Angyal besuchte die jüdische Grundschule in Veszprém und danach die jüdische Schule in Hódmezővásárhely, an der ihr Vater als Lehrer wirkte, und erlernte die französische und die deutsche Sprache.  
Bereits mit sechzehn Jahren veröffentlichte sie die Novelle Egy magyar család kalandjai (Erlebnisse einer ungarischen Familie) in der 
Zeitschrift Szegedi Hiradó und im Folgejahr die Novelle Előítéletek (Die Verurteilte) in der Zeitschrift Magyar Israelite. Dem folgte 1868 der Roman Ilonka és Elemér.
Angyal nahm eine Stelle als Gouvernante an, schrieb einige Gedichte und bereitete einen autobiografischen Roman vor, als ihre Mutter starb und sie aus dem seelischen Gleichgewicht geriet. Angyal starb im Alter von noch nicht 26 Jahren im Herbst 1874. 

## Werke
- Egy magyar család kalandjai, 1865
- Előítéletek, 1866
- Ilonka és Elemér. Roman. Pest, 1868